# Irium
Irium (アイリウム?) è un manga scritto e disegnato da Koide Motoki e pubblicato su Weekly Morning della Kōdansha da gennaio a novembre 2014. Conta in totale sei capitoli raccolti in un unico tankōbon.

## Trama
Irium è uno speciale oggetto che permette di perdere conoscenza per un giorno. Quando assunto la vita continua normalmente e una volta tornati i sensi si ricorda tutto quanto della giornata trascorsa. Una persona può ingerire una pillola per saltare un giorno e ricordare tutto di esso senza essere soggetto al passaggio del tempo; tuttavia con una medicina del genere diviene possibile controllare i ricordi.